# Linia kolejowa nr 304
Niektóre z zamieszczonych tu informacji od 2023-09 wymagają weryfikacji.
Dokładniejsze informacje o tym, co należy poprawić, być może znajdują się w dyskusji tego artykułu.
 Po wyeliminowaniu niedoskonałości należy usunąć szablon {{Dopracować}} z tego artykułu.
Linia kolejowa nr 304 – jednotorowa, niezelektryfikowana linia kolejowa znaczenia miejscowego łącząca Brzeg ze stacją Małujowice. Trasa o długości 6,853 km, położona w województwie opolskim. 
Pierwotnie linia liczyła 50,645 km i kończyła się na stacji Łagiewniki Dzierżoniowskie.
We wrześniu 1910 roku nastąpiło otwarcie linii. Ruch pasażerski odbywał się do 1 września 1989 roku, kiedy został całkowicie zawieszony. W 1992 przestały jeździć pociągi towarowe na odcinku Głęboka – Małujowice. W 2005 roku linię Łagiewniki Dzierżoniowskie – Małujowice usunięto z ewidencji PKP PLK, co oznaczało zamknięcie linii dla ruchu towarowego. 
W 2016 urząd marszałkowski i burmistrz gminy Strzelin podpisali z przedstawicielami kopalni Mineral Polska Sp. z o.o. oraz Mota-Engil CE S.A. list intencyjny w sprawie rewitalizacji linii kolejowej Strzelin – Kondratowice. Miało to na celu przeniesienie transportu kruszyw skalnych z kopalni będących własnością sygnatariuszy listu na tory kolejowe i tym samym wstrzymanie nadmiernego zużycia dróg publicznych. 
2 sierpnia 2018 gmina Strzelin podpisała z firmą SKPL Infrastruktura i Linie Kolejowe Sp. z o.o. umowę na 3-letnią dzierżawę (z możliwością przedłużenia) przebiegającego przez nią odcinka linii kolejowej nr 304; zgodnie z umową firma podjęła się odbudowy fragmentu prowadzącego do kopalni kruszyw. Prace remontowe podjęto 25 września 2018 z terminem zakończenia w końcu I kwartału 2019. Po rewitalizacji infrastruktury SKPL będzie zajmował się utrzymaniem, konserwacją i zarządzaniem linią.
Historię i współczesność linii Brzeg – Strzelin przedstawia film dokumentalny „W stronę Strzelina". Głównym motywem filmu, nawiązującym do dawnej podróży, jest podróż wzdłuż torowiska, będąca smutnym obrazem upadku kolei w ruchu lokalnym.
29 kwietnia 2019 r. podpisano protokół przejęcia dawnego fragmentu linii przez samorząd województwa dolnośląskiego.
30 grudnia 2024 r. przedstawiciele władz samorządowych gmin Strzelin i Kondratowice oraz Dolnośląskiej Służby Dróg i Kolei podpisali akt notarialny dotyczący przekazania województwu dolnośląskiemu linii kolejowej nr 319.
7 lipca 2025 r. ogłoszono przetarg na odbudowę linii 304(obecnie zmieniono numer linii na 319) na odcinku Łagiewniki Dzierżoniowskie - Strzelin(od km.33,763 do km 51,139). Linia przeznaczona ma być dla pociągów towarowych. W przetargu przewidziano budowę nowego układu torowego na stacji Kondratowice, mają one zapewnić mijanie się pociągów oraz obsługę bocznic kolejowych. W sumie 4 tory( zasadniczy, dodatkowy oraz dwa zakończone kozłami oporowymi). 

## Galeria zdjęć

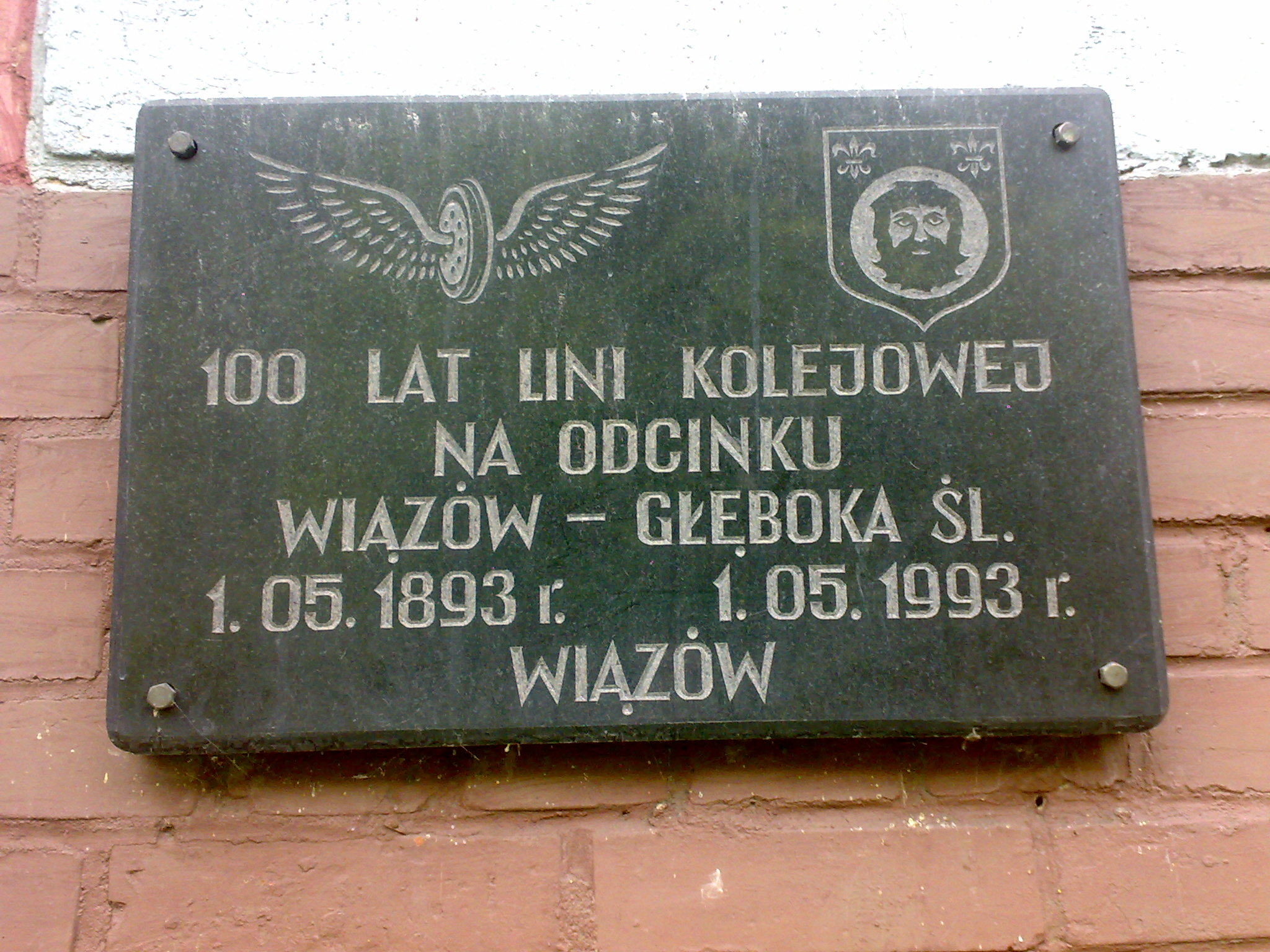
Tablica pamiątkowa

## Kalendarium otwarcia
- Głęboka Śląska – Wiązów o długości 5,7 km otwarto 1 maja 1893 roku,
- Strzelin – Kondratowice o długości 9,6 km otwarto 10 sierpnia 1893 roku,
- Kondratowice – Łagiewniki Dzierżoniowskie o długości 7,4 km otwarto 10 listopada 1893 roku,
- Strzelin – Głęboka Śląska o długości 6,7 km otwarto 15 maja 1894,
- Wiązów – Brzeg o długości 21,1 km otwarto 15 września 1910[7].